# Washford
Washford – wieś w Anglii, w hrabstwie Somerset, w dystrykcie (unitary authority) Somerset. Leży 64 km na południowy zachód od miasta Bristol i 229 km na zachód od Londynu. W miejscowości znajduje się stacja kolei West Somerset Railway.